# Welcome to Mooseport
Welcome to Mooseport (Brasil: Uma Eleição Muito Atrapalhada / Portugal: Alce Daí, Sr. Presidente) é um filme norte-americano de 2004, do gênero comédia romântica, dirigido por Donald Petrie.

## Sinopse
A história se passa na fictícia cidade de Mooseport, Maine. É ali que residirá o ex-presidente dos Estados Unidos Monroe Cole, com seus assessores Grace Sutherland e Bullard. Passa a interessar-se pela veterinária Sally Mannis, ao mesmo tempo em que é convidado a ser prefeito da cidade. Handy Harrison, encanador e comerciante da cidade, já havia inscrito seu nome como candidato, mas logo retira em favor do ex-presidente. Namorado de Sally, ao perceber o interesse de Cole em sua amada, mantém a candidatura. Na campanha eleitoral, Cole conta com a ajuda do estrategista político Bert Langdon. Harrison é apoiado inesperadamente pela ex-esposa de Cole e ex-primeira dama Charlotte Cole.

## Elenco
- Gene Hackman como Monroe Cole
- Ray Romano como Handy Harrison
- Maura Tierney como Sally Mannis
- Marcia Gay Harden como Grace Sutherland
- Christine Baranski como Charlotte Cole
- Fred Savage como Bullard
- Rip Torn como Bert Langdon